# Cavallo scosso

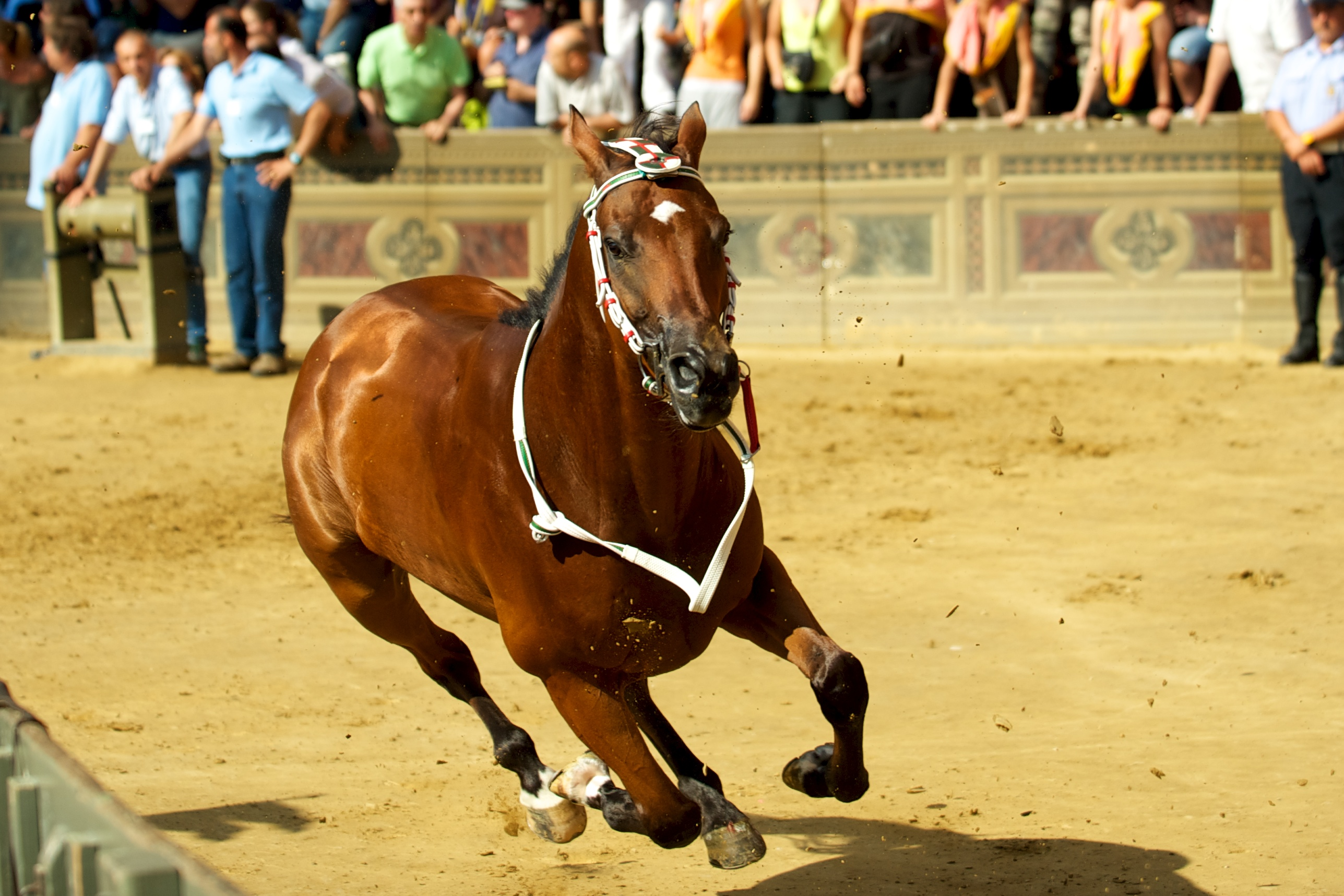
Cavallo scosso durante una prova del palio di Siena

Un cavallo scosso è un cavallo che rimane senza la monta del fantino durante una corsa ippica.
I cavalli scossi assumono un'importanza rilevante all'interno dei palii che si disputano ogni anno in Italia, come il Palio di Siena, il Palio di Legnano, il Palio di Fucecchio, il Palio di Asti, il Palio di Fermo e il Palio dei Normanni. D'altro canto la caduta del fantino è un evento che si verifica spesso perché in alcuni di questi palii i cavalli sono montati "a pelo" ovvero senza sella: infatti, il cavallo scosso può concorrere ugualmente per  vincere, mentre nelle gare disputate negli ippodromi viene considerato in classifica solo il cavallo regolarmente montato dal fantino. 
Esistono inoltre palii, come il Palio di San Bartolomeo disputato a Ronciglione, che prende il nome di corsa a vuoto e che consiste proprio nel far correre solo cavalli scossi.